# باول إدموندز
باول إدموندز (بالإنجليزية: Paul Edmunds)‏ هو لاعب كرة قدم ومدرب كرة قدم بريطاني، ولد في 2 ديسمبر 1957 في دونكاستر في المملكة المتحدة. لعب مع ليستر سيتي ونادي بورنموث ونادي بيرتن ألبيون.